# Medijalni ravni mišić
Medijalni ravni mišić (lat. musculus rectus medialis) je mišić oka.
Medijalni ravni mišić pripada skupini mišića oka, točnije mišića pokretača očne jabnučice.
Medijalni ravni mišić inervira živac pokretač oka (lat. oculomotorius).
Medijalni ravni mišić je najveći je od mišića pokretača očne jabučice, a jedino mu je djelovanje adukcija očne jabučice.

## Polazište i hvatište
Mišić polazi sa Zinnovog prstena i hvata se za medijalni dio bjeloočnice oka, 5,5 mm od limbusa (granica na prednjoj strani oka, gdje rožnica oka prelazi u bjeloočnicu).
- Pokret uzrokovan lateralnim ravnim mišićem, pogled odozgo
- Pokret uzrokovan medijalnim ravnim mišićem, pogled odozgo
- Pokret uzrokovan donjim ravnim mišićem, pogled odozgo
- Pokret uzrokovan gornjim ravnim mišićem, pogled odozgo
- Pokret uzrokovan gornjim kosim mišićem, pogled odozgo
- Pokret uzrokovan donjim kosim mišićem, pogled odozgo
- pogled sprijeda

- Poprečna sekcija očne jabučice
- Sekcija koja prikazuje početke desnih očnih mišića i živce koji dolaze iz gornjeg orbitalnog rascjepa.
- Očno-ravnotežni refleks